# バジル・ベネット
バジル・ベネット（Basil B. Bennett、1894年11月30日 – 1938年8月19日）は、アメリカ合衆国の陸上競技選手である。彼は、1920年に開催されたアントワープオリンピックのハンマー投で銅メダルを獲得した。

## 経歴
イリノイ大学の学生だったベネットは、1917年のアメリカ国内におけるハンマー投選手ランキングで2位となった。しかし、競技会を欠場したことを理由に、1917年のIC4A（en:IC4A）優勝者の称号を剥奪された上に2年間の競技会出場禁止処分を受けることになった。1920年に彼はシカゴAAの一員として競技会に復帰し、オリンピックの国内予選で4位となってアメリカ合衆国のハンマー投げ代表に選出された。
アントワープオリンピックのハンマー投競技は、5つの国から12人の選手が出場して8月18日に予選と決勝が行われた。ベネットは予選で2位となって上位6人が進む決勝へと勝ち残り、決勝では同じアメリカ代表のパトリック・ライアン、スウェーデン代表のカール・ヨハン・リンドに続いて3位となり、銅メダルを獲得した。